# Electronic Sports World Cup 2006
Electronic Sports World Cup 2006 odbył się w Paryżu we Francji w dniach 30 czerwca - 2 lipca 2006. Turniej został rozegrany w Palais Omnisports de Paris-Bercy. Łączna pula nagród wynosiła 400 000 dolarów.

## Gry
- Counter-Strike
- Gran Turismo 4 (PlayStation 2)
- Pro Evolution Soccer 5
- Quake 4
- TrackMania Nations ESWC
- Warcraft III: The Frozen Throne

## Reprezentacja Polski
Counter Strike 
- Mariusz Cybulski
- Jakub Gurczyński
- Filip Kubski
- Łukasz Wnęk
- Wiktor Wojtas

Counter Strike 
- Magdalena Żołnowska
- Barbara Aksamit
- Karolina Wypych
- Magdalena Buczyńska
- Agata Gołek

Quake 4
- Mateusz Ożga

## Medaliści
| Konkurencja          |                                 |                                        |                                 |
| Counter-Strike       | Made in Brazil                  | fnatic                                 | ALTERNATE aTTaX                 |
| Warcraft III         | Noh Jae-wook Pseudonim: Lucifer | Ivica Marković Pseudonim: Zeus         | Li Xiaofeng Pseudonim: Sky      |
| Pro Evolution Soccer | Bruce Grannec Pseudonim: Spank  | Mustafa Menadi Pseudonim: Myto         | Yasin Koroglu Pseudonim: Jinxy  |
| Counter-Strike       | Beat off The Best               | Les Seules                             | Hacker.Victory                  |
| Quake 4              | Michael Bignet Pseudonim: Winz  | Alaksiej Januszewski Pseudonim: Cypher | Ivo Lindhout Pseudonim: Forever |
| Gran Turismo 4       | Pierre Lenoire Pseudonim: Snake | Thibault Lacombe Pseudonim: Carter     | Arno Lacombe Pseudonim: Lucky   |
| Trackmania Nations   | Dorian Vallet Pseudonim: Carl   | Manuel Baier Pseudonim: Baiy000r       | Pascal Jager Pseudonim: gaLLo   |

## Klasyfikacja medalowa
| Lp. | Państwo          | złoto | srebro | brąz | razem | +/- ESWC 05 |
| --- | ---------------- | ----- | ------ | ---- | ----- | ----------- |
| 1.  | Francja          | 5     | 2      | 1    | 8     | 0           |
| 2.  | Brazylia         | 1     | 0      | 0    | 1     | +4          |
| 2.  | Korea Południowa | 1     | 0      | 0    | 1     | +8          |
| 4.  | Szwecja          | 0     | 2      | 0    | 2     | +6          |
| 5.  | Austria          | 0     | 1      | 0    | 1     | +1          |
| 5.  | Białoruś         | 0     | 1      | 0    | 1     | n/d         |
| 5.  | Chorwacja        | 0     | 1      | 0    | 1     | n/d         |
| 8.  | Chiny            | 0     | 0      | 2    | 2     | n/d         |
| 8.  | Niemcy           | 0     | 0      | 2    | 2     | +2          |
| 10. | Belgia           | 0     | 0      | 1    | 1     | n/d         |
| 10. | Holandia         | 0     | 0      | 1    | 1     | -6          |